# Much More
Much är ett studioalbum av den svenska pop- och gospelsångerskan Carola Häggkvist, släppt 1990.
Låten Every Beat of My Heart släpptes som femte singel i Sverige och placerade sig på Trackslistan 1991. Något som även The Girl Who Had Everything och I'll Live gjorde.

## Låtlista
1. "Every Beat of My Heart"
2. "The Girl Who Had Everything"
3. "When I Close My Eyes"
4. "State of Grace"
5. "One More Chance"
6. "The Innocence Is Gone"
7. "Declaration of My Independence"
8. "I'll Live"
9. "Best Shot"
10. "All the Reasons to Live"
11. "Stop Running Away from Love"
12. "You Are My Destiny" ("Mitt i ett äventyr")

## Listplaceringar
| Lista (1990-1991) | Topplacering |
| ----------------- | ------------ |
| Sverige           | 16           |

## Medverkande
- Carola Häggkvist - sång
- Klas Anderhell - trummor
- Tommy Cassemar - bas
- Staffan Astner - gitarr
- Hasse Olsson) - klaviatur